# Doris (okeanida)
Doris (także Doryda; gr. Δωρίς Dōrís, łac. Doris) – w mitologii greckiej jedna z okeanid.
Uchodziła za córkę tytana Okeanosa i tytanidy Tetydy. Z Nereusem, który był jej mężem, spłodziła syna Neritesa i córki Nereidy (pięćdziesiąt lub sto nimf morskich), m.in. Amfitrytę (żonę boga Posejdona) i Tetydę (matkę herosa Achillesa).
Imię jej oznacza „hojność, dar” i odnosi się do hojnych darów morza.
Imieniem Okeanidy została nazwana jedna z planetoid – (48) Doris.